# Manuel Witting

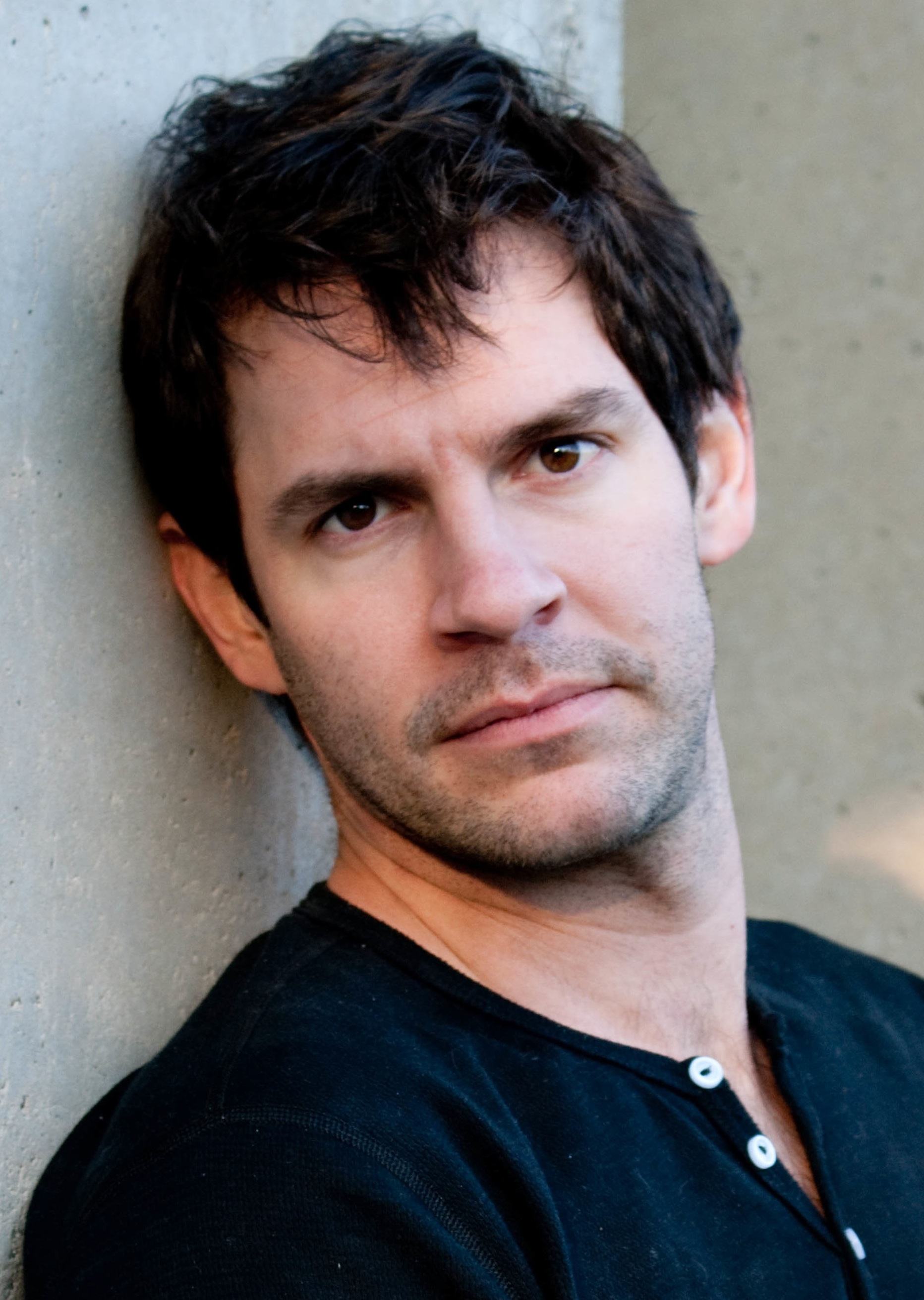
Manuel Witting

Manuel Witting (* 26. Juli 1977 in Wien) ist ein österreichischer Schauspieler.

## Leben
Witting absolvierte nach seiner Matura eine Schauspielausbildung am Konservatorium der Stadt Wien. Theaterengagements hatte Witting am Renaissancetheater Wien, am Theater in der Drachengasse, am Theater im Zentrum und am Theater in der Josefstadt. In der Josefstadt trat er unter anderem in dem Theaterstück Der Diener zweier Herren von Carlo Goldoni und in der Gesellschaftskomödie Bunbury von Oscar Wilde auf. An der Seite von Andrea Jonasson spielte er 2006/2007 in Christopher Hamptons Stück Gefährliche Liebschaften.
Eine erste Filmnebenrolle spielte Manuel Witting 1999 in dem österreichischen Kriminalfilm Kaliber Deluxe. Die Rolle des Tobias Wagner in der Fernsehserie Zwei Engel auf Streife war 2001 seine erste Fernseh-Hauptrolle. Witting spielte seitdem in zahlreichen Fernsehserien. Er übernahm in der Folgezeit weitere durchgehende Serienrollen, aber auch Episodenhauptrollen und Gastrollen in verschiedenen Fernsehserien.
In dem modernen Heimatfilm Bauernprinzessin spielte er 2003 die Rolle des Peter, den Langzeitfreund  der weiblichen Hauptdarstellerin. 2004 hatte er neben Harald Krassnitzer eine kleinere Rolle in einer österreichischen Tatort-Episode. 
Besondere Bekanntheit erlangte Witting auch mit der durchgehenden Serienhauptrolle des Kriminalinspektors Martin Patuschek in der ORF-Kriminalserie SOKO Wien, in der er, gemeinsam mit Bruno Eyron, zum ständigen Ermittlerteam gehörte. 2014 hatte er in derselben Rolle in der Folge Patuschek eine Episodengastrolle, in der er als Personenschützer auftrat. In dieser Folge starb er den Serientod.
2009 spielte Witting in der Komödie All you need is love – Meine Schwiegertochter ist ein Mann die Rolle des schwulen Nicki.

## Familie
Manuel Witting stammt aus einer der berühmtesten österreichischen Schauspielerfamilien, der Familie Hörbiger. Seine Mutter ist Maresa Hörbiger, seine Tanten waren Elisabeth Orth und Christiane Hörbiger und seine Großeltern waren Attila Hörbiger und Paula Wessely. Sein Vater war der Burgschauspieler Dieter Witting.

## Filmografie (Auswahl)
- 1999: Kaliber Deluxe
- 2001: Kommissar Rex
- 2001: Alphateam – Die Lebensretter im OP
- 2001–2002: Zwei Engel auf Streife
- 2002: Küstenwache
- 2004: Tatort – Tod unter der Orgel
- 2004: Bauernprinzessin
- 2004: Crazy Race 2 – Warum die Mauer wirklich fiel
- 2005: SOKO Wien
- 2005: Großstadtrevier
- 2005: Das Traumhotel – Überraschung in Mexiko
- 2005: Zwei Weihnachtshunde
- 2007: Der Bulle von Tölz: Wiener Brut
- 2009: Das Traumhotel – Kap der Guten Hoffnung
- 2009: Entscheidung in den Wolken
- 2009: All You Need Is Love – Meine Schwiegertochter ist ein Mann
- 2010: Mahler auf der Couch
- 2011: Das Mädchen auf dem Meeresgrund
- 2012–: Es kommt noch dicker
- 2013: Schon wieder Henriette (Fernsehfilm)
- 2013: Tom Turbo – Von 0 auf 111
- 2018: Die Professorin – Tatort Ölfeld